# Laurence Dumont

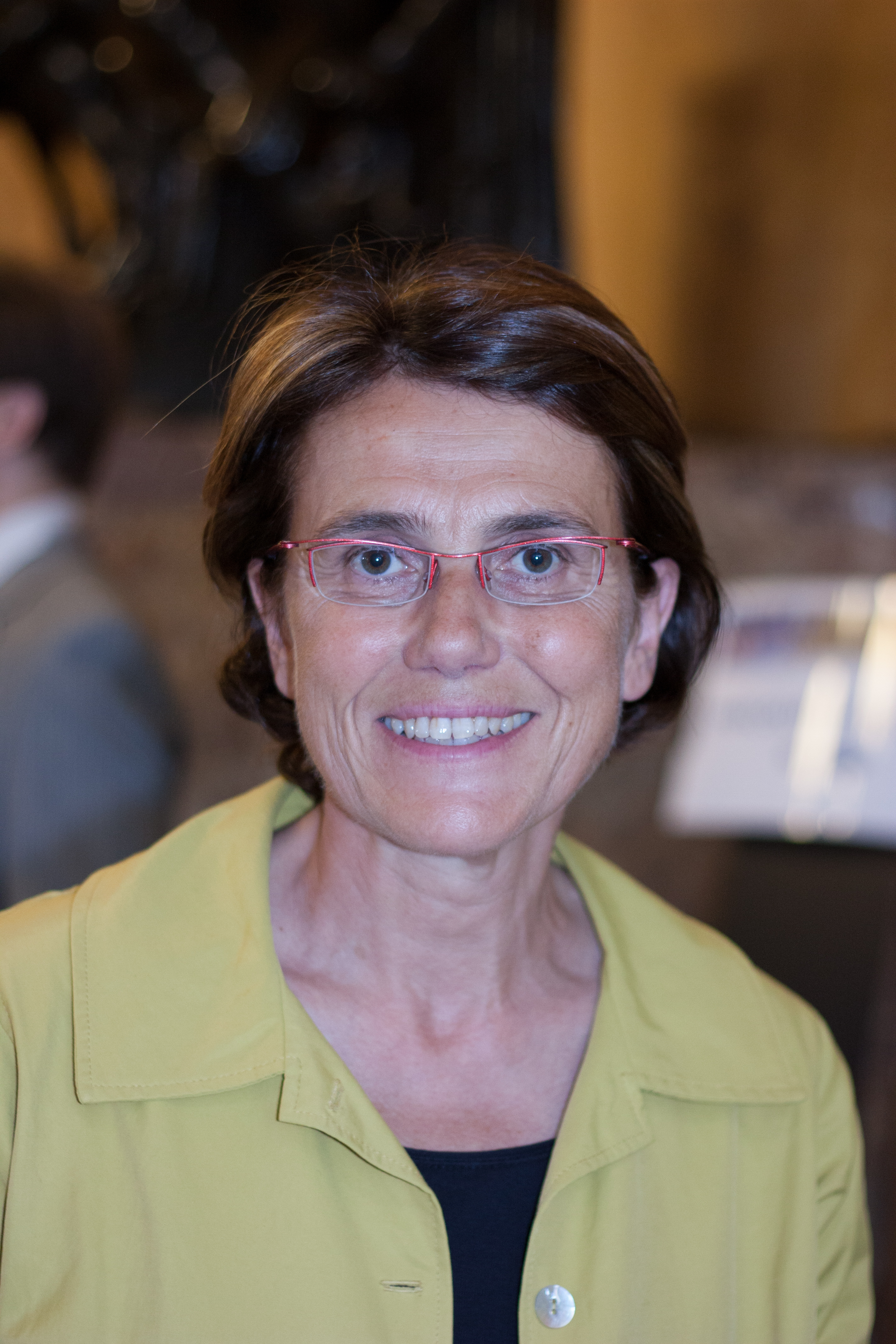
Laurence Dumont

Laurence Dumont (* 2. Juni 1958 in Vincennes) ist eine französische Politikerin. Sie war von 1997 bis 2002 und ist seit 2007 Abgeordnete der Nationalversammlung.
Dumont studierte Mathematik und Erziehungswissenschaften und erwarb in beiden Fächern ein DEA. Sie arbeitete danach kurzzeitig als Mathematiklehrerin. 1986 trat sie der Parti socialiste bei. Im Jahr 1988 trat sie als Chefberaterin des Ministers Théo Braun in die Politik ein. 1990 wurde sie zur Angestellten der sozialistischen Fraktion im Parlament. Mit dem Einzug in den Rat des 15. Arrondissements von Paris erlangte sie 1995 ihr erstes politisches Amt. Im selben Jahr kandidierte sie in Paris erfolglos für den Senat und bei einer Nachwahl zum Parlament, bei der sie von Édouard Balladur geschlagen wurde. Bei den Parlamentswahlen 1997 trat sie im Département Calvados an und wurde in die Nationalversammlung gewählt. 1998 zog sie zudem in den Regionalrat der Region Basse-Normandie ein. Bei den Wahlen 2002 wurde sie als Abgeordnete abgewählt, konnte aber bei den folgenden Wahlen im Jahr 2007 ins Parlament zurückkehren. 2012 wurde sie wiedergewählt.